# Kalanka
Die Kalanka ist ein 6931 m hoher ein Berg im Himalaya in Uttarakhand in Indien.
Der Berg bildet den östlichen höheren Nachbarn des Changabang im östlichen Garhwal-Himalaya. Er befindet sich im Nanda-Devi-Biosphärenreservat. Ein Berggrat führt nach Nordosten über den 6911 m hohen Saf Minal zum 6992 m hohen Rishi Pahar. Der Siebentausender Dunagiri befindet sich westlich der Kalanka in einer Entfernung von 7,4 km. 
Die Kalanka wurde am 3. Juni 1975 von einer japanischen Bergsteigergruppe (Ikuo Tanabe, Noriaki Ikeda, Tsuneo Kouma, Kazumasa Inoue und Träger T. Singh) erstbestiegen. Die Route führte dabei über Shipton's Col, Südwand und Westgrat zum Gipfel.